# Ross Township (Comtat d'Allegheny)
Ross Township és una concentració de població designada pel cens del Comtat d'Allegheny (Pennsilvània) als Estats Units d'Amèrica.

## Demografia
Segons el cens dels Estats Units del 2000 Ross Township tenia 32.551 habitants., 13.892 habitatges, i 8.807 famílies. La densitat de població era de 871 habitants/km².
Dels 13.892 habitatges en un 24,3% hi vivien nens de menys de 18 anys, en un 53,4% hi vivien parelles casades, en un 7,4% dones solteres, i en un 36,6% no eren unitats familiars. En el 31,8% dels habitatges hi vivien persones soles el 13,5% de les quals corresponia a persones de 65 anys o més que vivien soles. El nombre mitjà de persones vivint en cada habitatge era de 2,26 i el nombre mitjà de persones que vivien en cada família era de 2,89.
Per edats la població es repartia de la següent manera: un 19,4% tenia menys de 18 anys, un 5,9% entre 18 i 24, un 28,6% entre 25 i 44, un 25% de 45 a 60 i un 21,1% 65 anys o més.
L'edat mediana era de 43 anys. Per cada 100 dones de 18 o més anys hi havia 83 homes.
La renda mediana per habitatge era de 46.542 $ i la renda mediana per família de 57.917 $. Els homes tenien una renda mediana de 41.736 $ mentre que les dones 31.304 $. La renda per capita de la població era de 25.883 $. Entorn del 2,2% de les famílies i el 4,2% de la població estaven per davall del llindar de pobresa.